# Коламбус (Минесота)
Коламбус (енгл. Columbus) град је у америчкој савезној држави Минесота.

## Демографија
По попису из 2010. године број становника је 3.914.
| Група             | 2000.    | 2010.         |
| Белци             | 0 (0,0%) | 3.623 (92,6%) |
| Афроамериканци    | 0 (0,0%) | 26 (0,7%)     |
| Азијати           | 0 (0,0%) | 139 (3,6%)    |
| Хиспаноамериканци | 0 (0,0%) | 64 (1,6%)     |
| Укупно            | 0        | 3.914         |